# Amazon Alexa
Amazon Alexa, hay được gọi tắt là Alexa, là trợ lý ảo được phát triển bởi Amazon, đầu tiên nó được sử dụng cho Amazon Echo và loa thông minh Amazon Echo Dot được phát triển bởi Amazon Lab126. Nó có khả năng tương tác bằng giọng nói, chọn bài hát, lên danh sách cần làm, cài đặt báo thức, phát postcast, đọc sách, và cung cấp thông tin thời tiết, giao thông, thể thao và các thông tin hiện tại như tin tức. Alexa cũng có thể làm việc như một hệ thống điều khiển nhà tự động bằng cách điều khiển các thiết bị thông minh khác. Người sử dụng có thể nâng cấp khả năng của Alexa bằng cách cài đặt những "kỹ năng" (một chức năng bổ sung được phát triển bởi nhà cung cấp khác, thường được gọi là các ứng dụng, ví dụ ứng dụng thời tiết và tính năng âm thanh).
Người dùng có thể kích hoạt hầu hết các thiết bị có cài đặt Alexa bằng cách gọi tên "Alexa"; các thiết bị khác (như ứng dụng Amazon cho điện thoại di động trên iOS hoặc Android) yêu cầu người dùng phải bấm nút để kích hoạt chức năng nghe của Alexa. Hiện tại, việc tương tác và giao tiếp với Alexa có thể thực hiện với tiếng Anh, Pháp, Đức, Ý, Tây Ban Nha, và Nhật Bản. Tháng 11 năm 2017, Alexa có mặt ở thị trường Canada và sử dụng ngôn ngữ duy nhất là tiếng Anh.
Tính đến  tháng 9 năm 2017, Amazon có hơn 5,000 nhân viên làm việc cho dự án Alexa và các sản phẩm liên quan.

## Ứng dụng

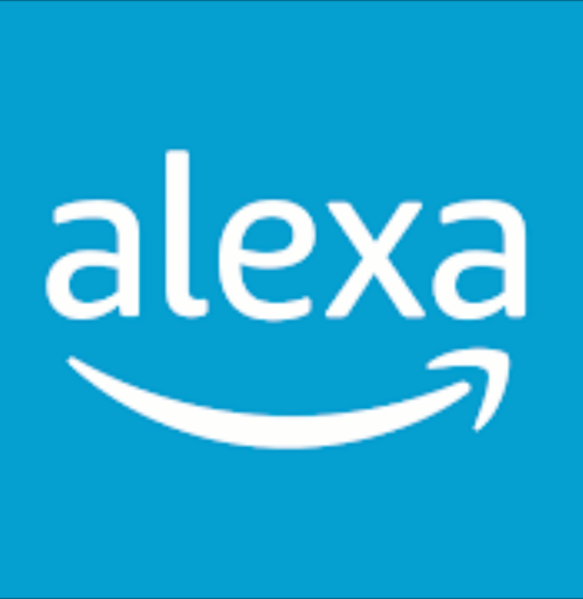
Logo của ứng dụng Amazon Alexa trên App Store và Google Play

Ứng dụng có trên Apple App Store, Google Play, và Amazon App store. Ứng dụng có thể dùng để cài đặt các kĩ năng, chọn nhạc, cài đặt báo thức, và xem danh sách mua sắm. Nó cũng cho phép sử dụng để xem xét các công nhận chữ trên màn hình ứng dụng và gửi thông tin phản hồi với Amazon liên quan đến cho dù các công nhận là tốt hay xấu. Một diện web cũng sẵn sàng để thiết lập các thiết bị tương thích (ví dụ như, Amazon Echo, Amazon Echo Dot, Amazon Echo Show).

## Chức năng
Alexa có chức năng cập nhật thời tiết do AccuWeather cung cấp, và tin tức do TuneIn cung cấp từ nhiều nguồn khác nhau, bao gồm đài phát thanh địa phương, NPR và ESPN. Ngoài ra, các thiết bị hỗ trợ Alexa có thể tải nhạc từ tài khoản Amazon Music của chủ sở hữu, và hỗ trợ tích hợp cho tài khoản Pandora và Spotify. Alexa có thể phát nhạc từ các dịch vụ trực tuyến như Apple Music và Google Play Music từ điện thoại hoặc máy tính bảng. Alexa có thể điều khiển báo thức, hẹn giờ, danh sách mua sắm và việc cần làm bằng giọng nói, và có thể truy cập các bài viết trên Wikipedia. Alexa có thể trả lời các câu hỏi về các mục trong Google Calendar của người dùng. Khả năng trả lời câu hỏi của Alexa được hỗ trợ một phần bởi ngôn ngữ Wolfram. Khi được hỏi, Alexa chuyển đổi sóng âm thanh thành văn bản, nhờ vậy nó có thể thu thập thông tin từ nhiều nguồn khác nhau